# Ludwig Kaufmann (Bildhauer)

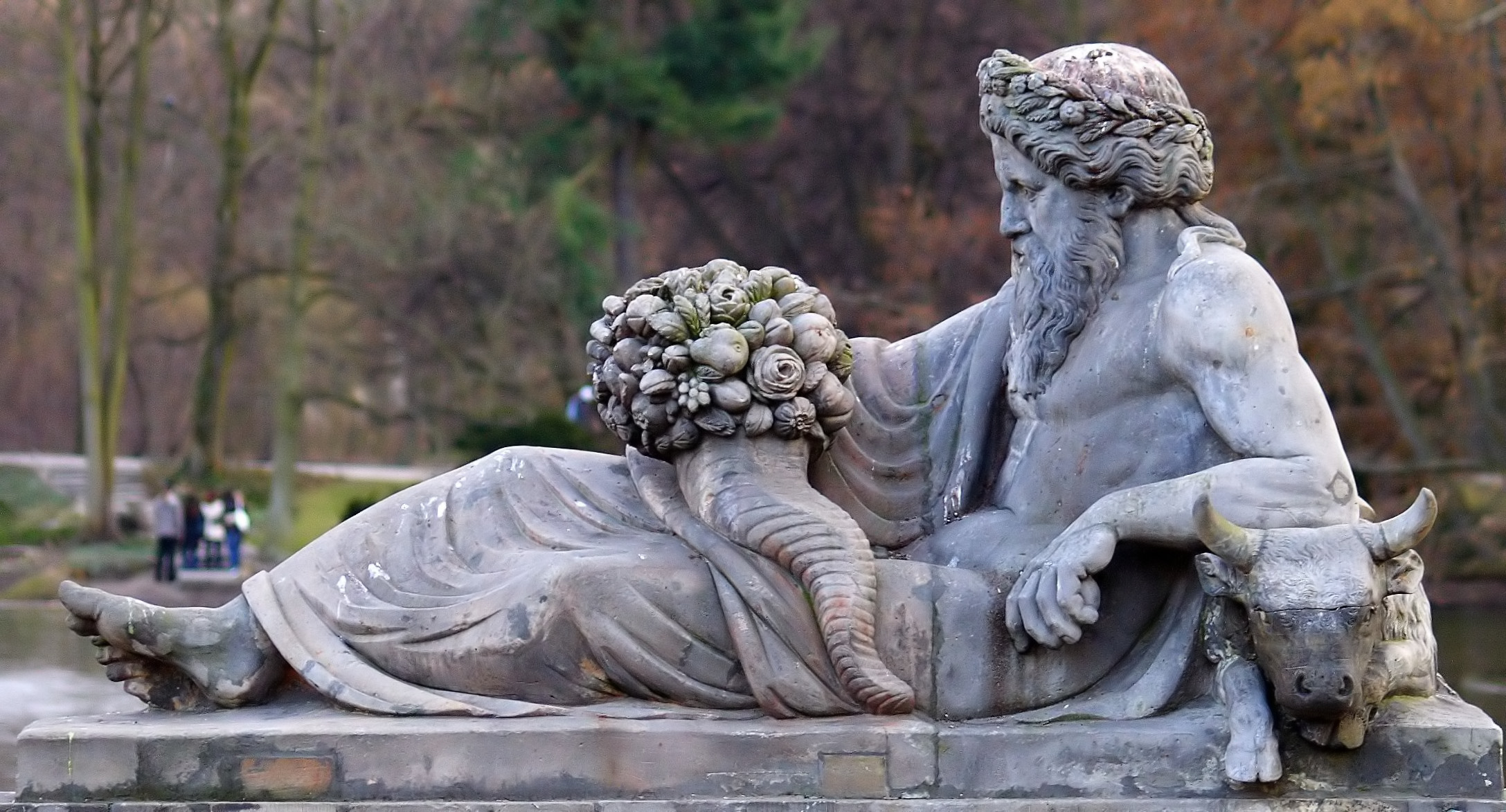
Allegorie des Flusses der westlichen Bug, Statue auf der Terrasse des Palastes der Insel Łazienki Królewskie in Warschau, Statue von Ludwig Kaufmann (pl. Ludwik Kaufmann), 1855

Ludwig Kaufmann (auch Ludwig Kauffmann, * 5. März 1801 in Rom; † 12. Mai 1855 in Warschau) war ein deutscher Bildhauer.

## Biografie
Ludwig (Louis) Kaufmann war der Sohn des Bildhauers Johann Peter Kaufmann. Er lernte die Bildhauerei und war wohl zunächst zusammen mit seinem Vater unter den Bildhauern Bertel Thorwaldsen und G. Franzosi bei Restaurierungsarbeiten in der Glyptothek in München tätig. 1817 ging er zusammen mit seinem Vater nach Weimar, der dort Hofbildhauer wurde. Ende 1818 ging er nach Rom, wo er bis 1822 unter der Leitung von Antonio Canova arbeitete und 1819 den Preis der Accademia di San Luca erhielt. 1822 ging er nach Berlin, arbeitete für kurze Zeit bei Daniel Rauch und ging dann 1823 für immer nach Polen. Dort schuf er zahlreiche Arbeiten im klassizistischen Stil. Er starb in Warschau (oder Krakau) und wurde auf dem Powązki-Friedhof begraben.